# Les Petits
Pour l’article homonyme, voir Les Petits (film, 1925).
Les Petits est un roman de Christine Angot publié en 2011 aux éditions Flammarion.

## Résumé
Billy, musicien noir, rencontre et aime très vite Hélène, jeune femme blanche, déjà mère de Mary. Cinq enfants vont naître et le quotidien va s'imposer au couple.

## Commentaires
Les Petits signe le retour de Christine Angot chez Flammarion (maison qu'elle avait quitté le temps d'un livre, Le Marché des amants au Seuil) après y avoir publié  Rendez-vous.
Le 25 mars 2013, Christine Angot comparaît pour atteinte à la vie privée, attaquée par Élise Bidoit, qui déclare s'être reconnue dans son roman Les Petits,,. Elle est condamnée, conjointement avec son éditeur, le 27 mai 2013 à verser 40 000 € de dommages et intérêts à Elise Bidoit.

## Éditions
- Les Petits, Flammarion, 2011, 187 p.  (ISBN 208125364X)
- Les Petits, J'ai lu, 2012, 185 p.  (ISBN 978-2-290-04129-1)